# Тоні Верель
Тоні Верель (фр. Tony Vairelles, нар. 10 квітня 1973, Нансі) — французький футболіст, що грав на позиції нападника, зокрема за «Ланс» та національну збірну Франції.

## Клубна кар'єра
У дорослому футболі дебютував 1991 року виступами за команду «Нансі», в якій провів чотири сезони, взявши участь у 127 матчах чемпіонату.
Своєю грою за цю команду привернув увагу представників тренерського штабу клубу «Ланс», до складу якого приєднався 1995 року. Відіграв за команду з Ланса наступні чотири сезони своєї ігрової кар'єри. Більшість часу, проведеного у складі «Ланса», був основним гравцем атакувальної ланки команди. 1998 року виборов титул чемпіона Франції, а наступного року став володарем Кубка французької ліги.
1999 року перейшов до «Ліона», звідки згодом віддавався в оренду до «Бордо», «Бастії» та того ж «Ланса».
У подальшому відіграв по одному сезону за «Ренн», «Бастію», бельгійський «Льєрс» та «Тур».
Частину 2007 року провів у команді «Серкль Атлетік», після чого став гравцем люксембурзького «Ф91 Дюделанж», у складі якого ставав чемпіоном та володарем Кубка країни.
Завершував ігрову кар'єру в "Геньон"і протягом 2009—2011 років.

## Виступи за збірні
1993 року залучався до складу молодіжної збірної Франції. На молодіжному рівні зіграв в одному офіційному матчі, забив 1 гол.
1998 року дебютував в офіційних матчах у складі національної збірної Франції. Загалом протягом трирічної кар'єри в національній команді провів у її формі 8 матчів, забивши 1 гол.

## Титули і досягнення
- Чемпіон Франції (1):

«Ланс»: 1997–1998
- Володар Кубка французької ліги (1):

«Ланс»: 1998–1999
- Чемпіон Люксембургу (1):

«Ф91 Дюделанж»: 2008–2009
- Володар Кубка Люксембургу (1):

«Ф91 Дюделанж»: 2008–2009